# Récepteur sensible au calcium
Le récepteur sensible au calcium (CaSR) est un récepteur couplé aux protéine G  détectant la concentration extracellulaire en ions calcium. Il est principalement exprimé dans la glande parathyroïde, les tubules rénaux du rein et le cerveau,. Il joue un rôle primordial dans l'homéostasie du calcium en régulant au niveau de la glande parathyroïde la libération de l'hormone parathyroïdienne (PTH). Au niveau rénal, il a un effet inhibiteur sur la réabsorption du calcium, du potassium, du sodium et de l'eau selon le segment du tubule qui est activé. Son gène, CASR, est situé sur le chromosome 3 humain.

## Transduction du signal
La libération de PTH est inhibée en réponse à des élévations des concentrations plasmatiques de calcium et à l'activation du récepteur du calcium. L'augmentation de la liaison du calcium du côté extracellulaire donne un changement conformationnel du récepteur, qui, du côté intracellulaire, initie la voie de la phospholipase C, vraisemblablement par l'intermédiaire d'un type G qα de protéine G, ce qui augmente finalement la concentration intracellulaire de calcium, qui inhibe la fusion des vésicules et l'exocytose de l'hormone parathyroïdienne.

## Pathologies

### Génétiques
Les mutations qui inactivent un gène CaSR provoquent une hypercalcémie hypocalciurique familiale (également connue sous le nom de syndrome de Marx, et d'hypercalcémie bénigne familiale car elle est généralement asymptomatique et ne nécessite pas de traitement),, lorsqu'elle est présente chez les hétérozygotes. Les patients homozygotes pour les mutations inactivant CaSR ont une hypercalcémie plus sévère. D'autres mutations activant CaSR sont à l'origine d'une hypocalcémie autosomique dominante ou syndrome de Bartter de type 5.

### Dysfonctions acquises
Le lithium, souvent donné en traitement du trouble bipolaire, a un effet antagoniste sur le CaSR et peut ainsi être responsable d'hypercalcémie. Le CaSR est dans le cadre de certaines maladies auto-immunes la cible d'anticorps activant et d'autres inactivant ce récepteur, responsables respectivement d'hypocalcémie et d'hypercalcémie.

## Application thérapeutique
Les médicaments cinacalcet et ételcalcétide sont des modificateurs allostériques du récepteur sensible au calcium. Ils sont classés comme calcimimétiques, se liant au récepteur sensible au calcium et diminuant la libération d'hormone parathyroïdienne. Ils sont notamment indiqués en cas d'hyperparathyroïdie primaire non opérable.
Les médicaments calcilytiques, qui bloquent le CaSR, produisent une augmentation de la densité osseuse dans les études animales et ont fait l'objet de recherches pour le traitement de l'ostéoporose. Malheureusement, les résultats des essais cliniques chez l'homme se sont révélés décevants, des changements soutenus de la densité osseuse n'ayant pas été observés malgré la bonne tolérance du médicament,.